# Philipp Otto Runge
Pour les articles homonymes, voir Runge.
Philipp Otto Runge, né le 23 juillet 1777 à Wolgast et mort le 2 décembre 1810 à Hambourg, est un peintre, dessinateur, écrivain et théoricien de l’art allemand, considéré comme l'un des plus grands représentants de l’art romantique avec Caspar David Friedrich.

## Biographie
Né dans une famille protestante de charpentiers de marine, Runge décide de devenir artiste après avoir lu des poèmes de Tieck malgré une enfance sans initiation artistique formelle, rythmée par la lecture de textes luthériens. Cette période impactera sa production artistique, il sera notamment influencé par Ludwig Gotthard Kosegarten pendant son adolescence. Ses débuts artistiques sont caractérisés par des découpages de silhouettes de papier, très souvent blanches sur fond bleu. Il découpe essentiellement des plantes, des animaux et des personnages.
En 1795 Runge devient assistant dans la compagnie de son frère Daniel Runge. Il rencontre Friedrich Perthes, un libraire qui l'introduira à Friedrich Klopstock, un poète qui fera faire à Runge ses premiers pas dans la sphère artistique. C'est le collectionneur Johann Michael Speckler qui lui donnera goût au romantisme.
Runge prend ses premières leçons artistiques en 1797 à Hambourg. Il étudie le dessin avec Heinrich Joachim Herterich puis Gerdt Hardorff. Il étudie à l'académie de Copenhague (1799-1801) sous la direction de Jens Juel et Nicolai Abildgaard. Il y prendra des cours traditionnels qu'il trouvera trop restrictifs à son goût, ce qui le poussera à s'orienter vers un style romantique. En effet, Runge est impressionné par les dessins illustrant l'Iliade par Flaxman. Il trouve son style artistique impressionnant et rejette les principes académiques.
Runge s'installe à Dresde en 1801 où il fait la connaissance de Caspar David Friedrich avec qui il critique le style et la peinture traditionnels ; sa perception de l'art prend un tournant subjectif et allégorique.
En 1803, il déménage pour Hambourg. Runge avait un état d'esprit mystique et panthéiste et a essayé de rendre dans son œuvre l'harmonie de l'univers en utilisant le symbolisme de la couleur, des formes et des nombres. Il a aussi écrit de la poésie et projeta dans ce but une série de quatre tableaux intitulée Les Heures du Jour, destinée à être exposée dans un bâtiment gothique spécialement construit pour l’œuvre et accompagnée de musique et de poésie. Il cherchait ainsi à atteindre l'« art total » comme d'autres artistes romantiques. Pour ce faire, et après sa rencontre avec Goethe (qui l'influencera beaucoup dans ses recherches à propos de la théorie des couleurs), Philipp Otto peint une première version du Matin en 1808 (Kunsthalle de Hambourg), puis une deuxième en 1809 qui restera inachevée. Les autres moments de la journée (le Midi, le Soir et la Nuit) sont restés au stade d'esquisses.
Runge se marie en avril 1803 avec Pauline Bassenge. Le couple aura quatre enfants, Otto Sigismund en 1805, Maria Dorothea en 1807, Gustav en 1809 et un dernier enfant posthume, Philipp Otto, né le lendemain de la mort de Runge en 1810.
Il mourra de la tuberculose à Hambourg le 2 décembre 1810.
Runge était aussi un des meilleurs portraitistes allemands de son époque ; plusieurs de ses portraits sont visibles à la Kunsthalle de Hambourg.

## La sphère des couleurs

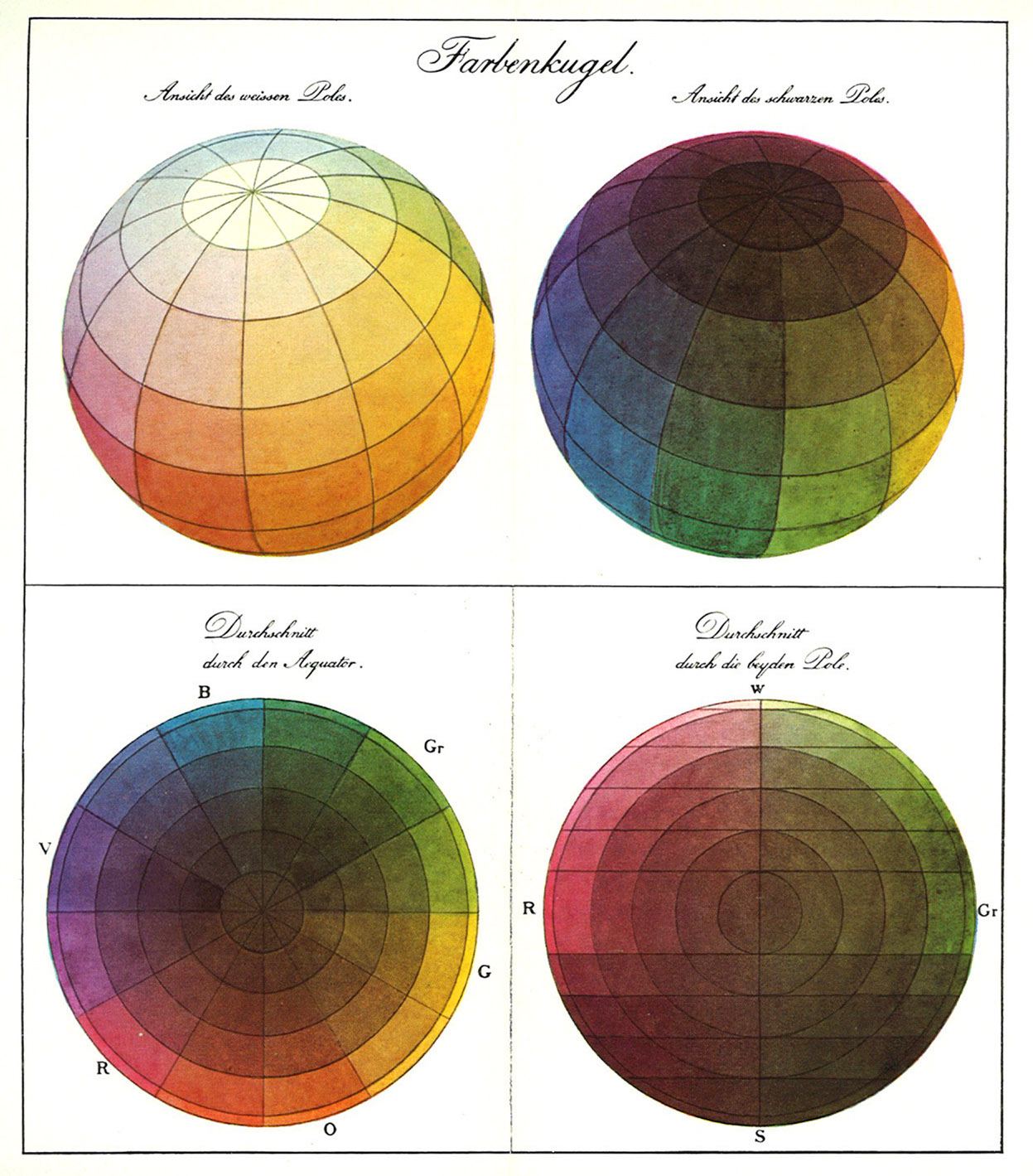
La sphère des couleurs de Runge.

En 1810, après plusieurs années de recherche sur les couleurs et de correspondance avec Johann Wolfgang von Goethe, auteur d'un Traité des couleurs, Runge publie Die Farbenkugel (La sphère des couleurs), dans lequel il organise toutes les couleurs dans un schéma en trois dimensions. Les couleurs pures y figurent un grand cercle chromatique où le vert s'oppose au rouge et le jaune au violet autour de l'équateur, entre le pôle noir et le pôle blanc. Le gris se trouve au centre. L'axe central représente l'échelle de valeurs des gris, allant du noir à la base au blanc au sommet. Sur la surface de la sphère, les couleurs sont réparties en allant du noir vers le blanc en passant par les couleurs en sept étapes. Cette sphère préfigure les études psychologiques de Hering et les espaces de description des couleurs par luminosité, teinte et saturation du siècle suivant, mais, comme Goethe, Runge prétend atteindre, par l'ordre des couleurs, une réalité supérieure, en quoi il se sépare de Johann Heinrich Lambert et de Tobias Mayer autant que de Isaac Newton. Son classement des couleurs débouche sur des principes esthétiques. Les couleurs se juxtaposent suivant trois principes : la monotonie, quand elles suivent la progression de celles de l'arc-en-ciel, l’harmonie, quand on passe d'une couleur à sa complémentaire, l'union des deux ouvrant vers le centre gris de la sphère, et la disharmonie, qui laisse l'œil insatisfait, lorsqu'on saute d'un tiers de circonférence, du rouge au bleu, ou du vert au violet. Runge appliquera ces principes dans ses derniers ouvrages, d'inspiration symboliste.

## Peintures et dessins
- De nombreux autoportraits (1799, 1802, 1806, 1810)
- Triomphe de l'Amour (Triumph des Amor ; 1800)
- Die Heimkehr der Söhne (1800)
- Kupferstich-Vignetten zu Ludwig Tiecks Minnelieder-Übersetzungen (1803)
- Die Zeiten (Vier Kupferstichvorlagen, 1803)
- Die Lehrstunde der Nachtigall (1803)
- La Mère à la Source (Die Mutter an der Quelle ; 1804)
- Pauline im grünen Kleid (1804)
- Nous Trois (le peintre, sa femme et son frère Daniel) (Wir drei ; 1805)
- Le Petit Perthes (1805), huile sur toile, 143 × 95 cm, Château de Weimar[4]
- Les Enfants Hülsenbeck (1805-1806), huile sur toile, 132 × 144 cm, Kunsthalle de Hambourg[5]
- Le Repos pendant la Fuite en Egypte (1805-1806), huile sur toile, 98 × 132 cm, Kunsthalle de Hambourg[6]
- Le Calme (Die Ruhe auf der Flucht ; 1805-1806)
- La Leçon du rossignol (deuxième version, 1804), huile sur toile, 104 × 85 cm, Kunsthalle de Hambourg[7]
- Le Matin (première version) (1808), huile sur toile, 109 × 85 cm, Kunsthalle de Hambourg[8]
- Le Grand matin (Der große Morgen, 1809), Stylo noir sur crayon, pinceau gris, 81 × 111 cm, Kunsthalle de Hambourg[9]
- Arions Meerfahrt (Le Voyage en mer d'Arion), (1809), aquarelle sur papier, 51 × 118 cm, Kunsthalle de Hambourg.
- D'innombrables papiers découpés / zahlreiche Scherenschnitte

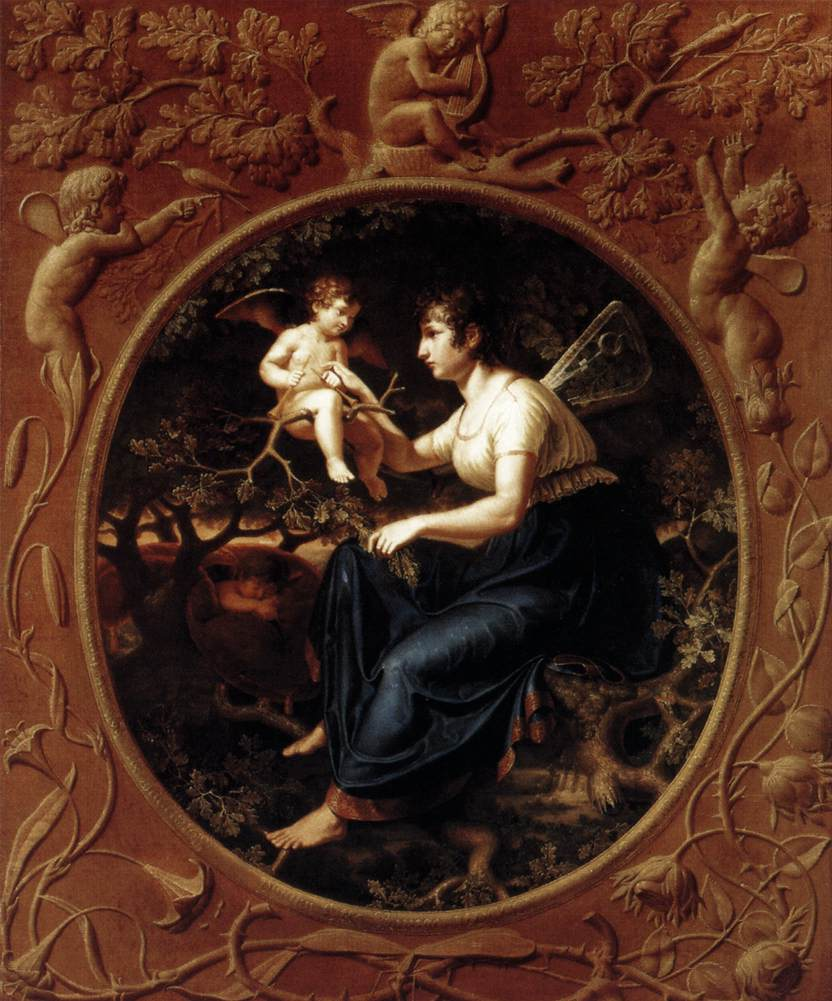
La Leçon du rossignol (1804) Kunsthalle de Hambourg
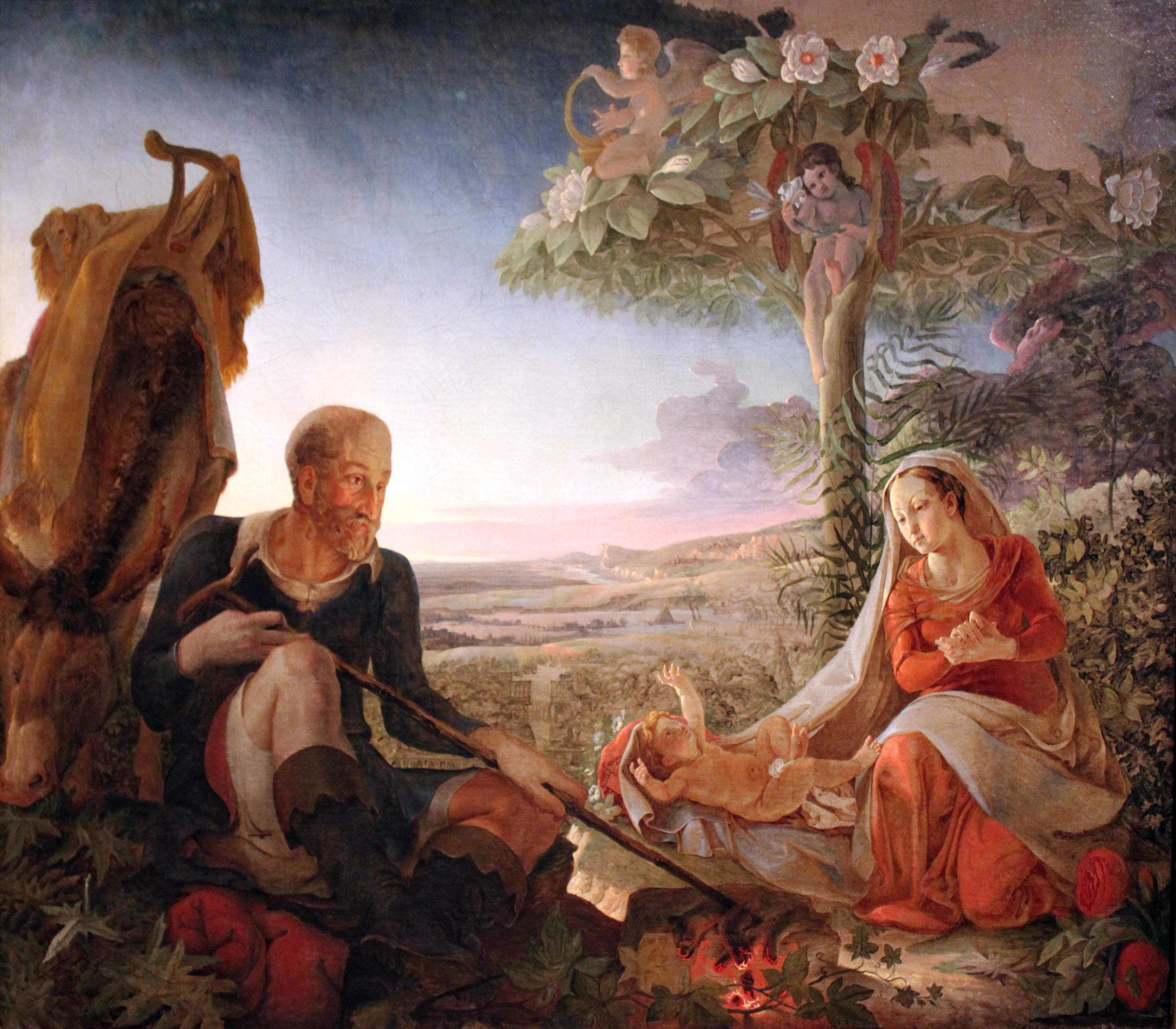
Le Repos pendant la Fuite en Egypte
Le Petit Perthes, 1805 Château de Weimar
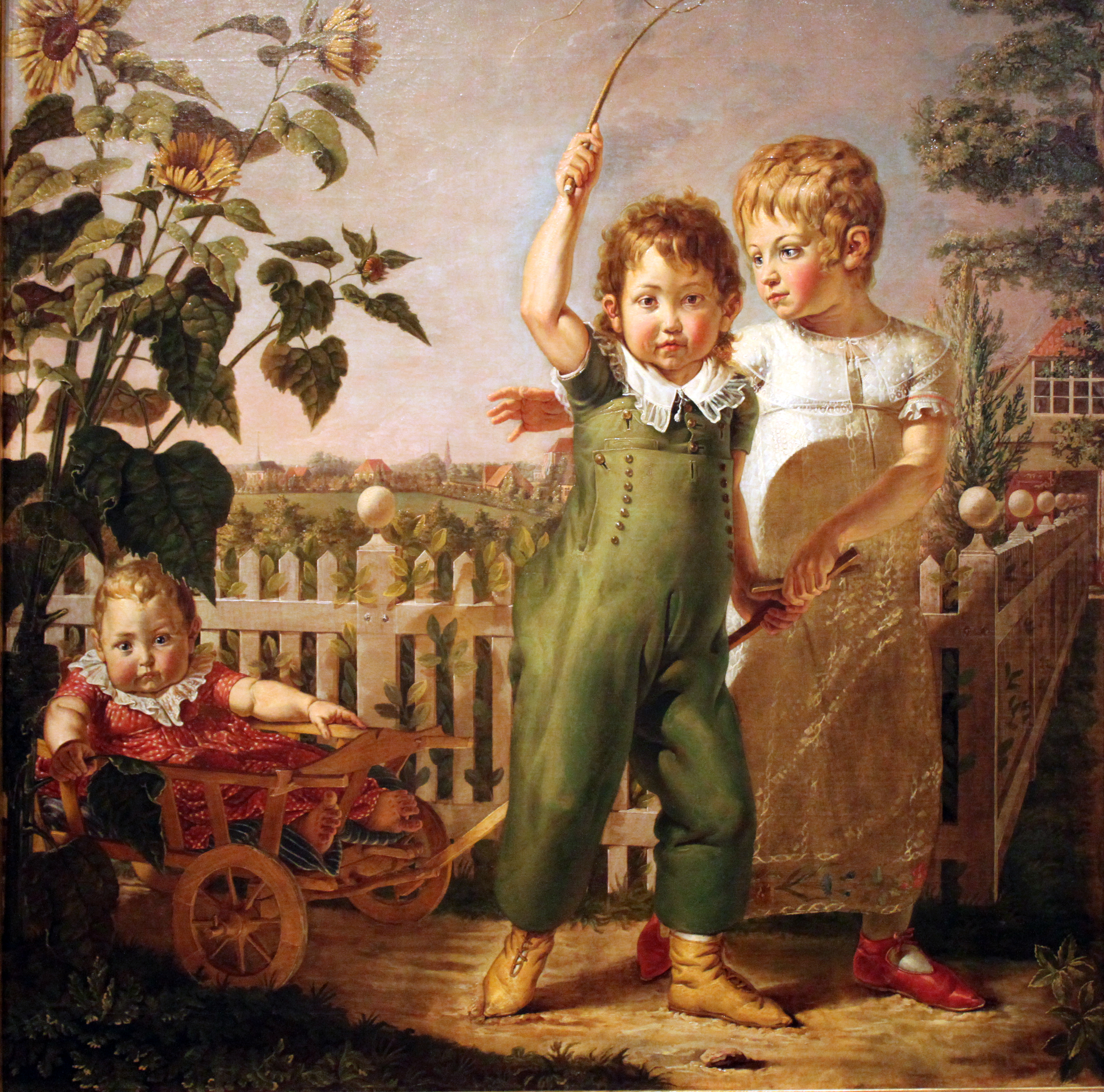
Les enfants Hülsenbeckschen (1805-1810) Kunsthalle de Hambourg
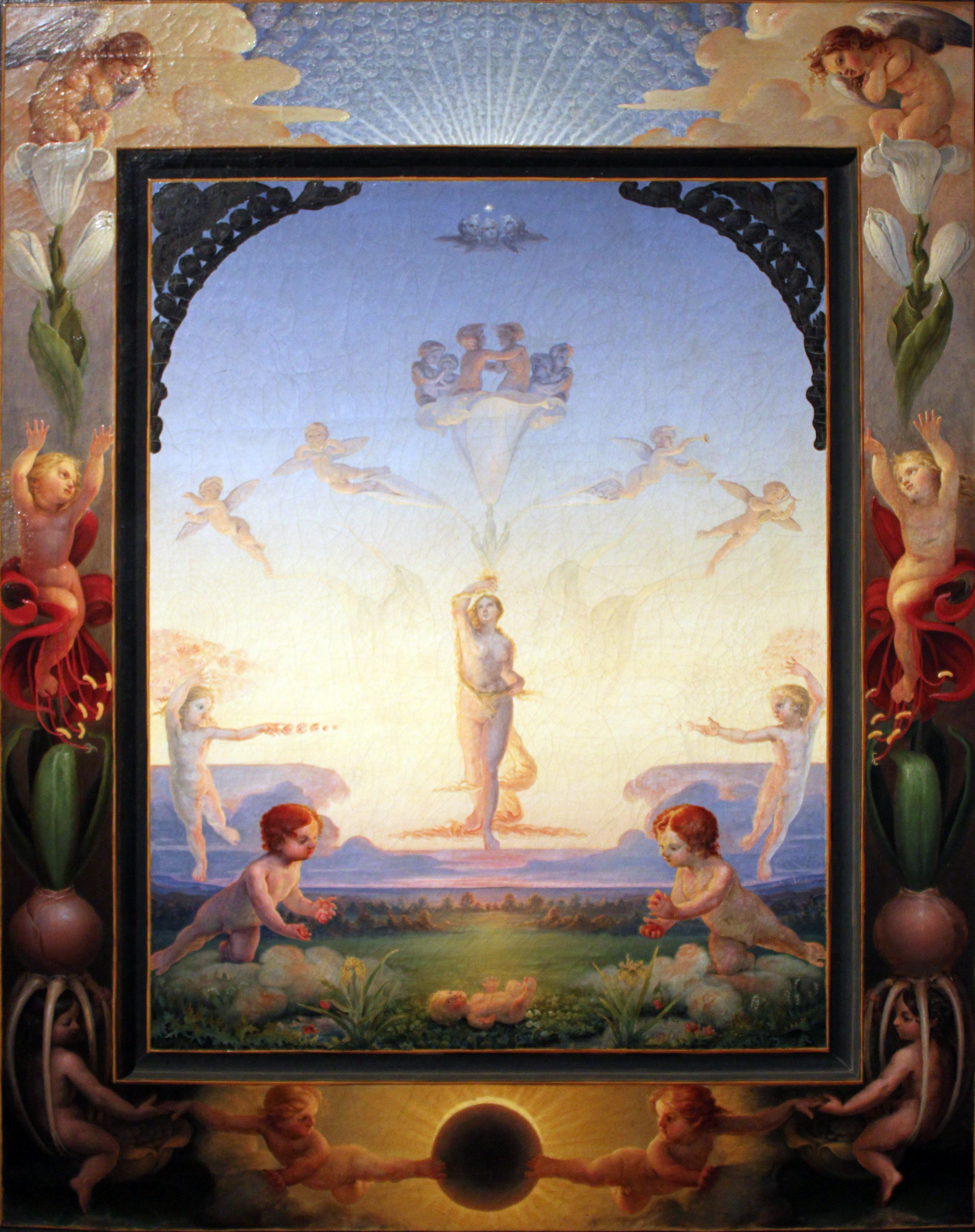
Le Matin (1808) Kunsthalle de Hambourg